# Paul no Miracle Dai Sakusen
Paul's Miraculous Adventure (яп. ポールのミラクル大作戦 По:ру но Миракуру Дайсакусэн, Чудесные задумки Пола) — японский аниме-сериал, выпущенный студией Tatsunoko Productions. Транслировался по телеканалу Fuji TV с 3 октября 1976 года по 11 сентября 1977 года. Всего выпущено 50 серий аниме. Сериал был дублирован на итальянском языке и транслировался на территории Испании и Польши.

## Сюжет
На свой день рожденья, Пауль получает от родителей плюшевую игрушку по имени Паккун, которая оказывается хранителем портала между Землёй и параллельным миром волшебства. Пауль вместе со своей лучшей подругой Ниной решает исследовать этот таинственный мир, однако там Нину похищает демонический морской правитель и после неудачной попытки спасти Нину, Пауль возвращается на Землю. Однако родители Нины начинают винить Пауля в исчезновении дочери и большинство людей начинают презирать мальчика. Так Пауль решает обратно попасть в страну чудес вместе с Паккуном и верной собакой Нины — Доппи. Используя йо-йо, Пауль сражается с монстрами, чтобы победить демонического короля и спасти Нину. В 17 серии Паулю удаётся спасти Нину, однако становится известно, что демонический Король намеревается завоевать всю страну чудес. Объединив свои силы с новыми друзьями, они решают раз и навсегда покончить с злодеем.

## Роли озвучивали
- Сумико Сиракава — Пол
- Кэйко Ёкодзава — Мина
- Исаму Танонака — Доппэ
- Ёко Асагами — Паккун
- Тору Охира — Бельто Сатана
- Микио Тэрасима — Акунайтор